# Made in Belgique
 (juillet 2025).
Pour plus de détails, voir Fiche technique et Distribution.
Made in Belgique est un court métrage d'Antoine Desrosières sorti en 1987.

## Synopsis
Dans une rue de Paris, au petit matin, une cigarette marquée de l'inquiétant logo "Made in Belgique" est l'objet d'une lutte sauvage entre plusieurs espions. Il est vrai qu'elle renferme un microfilm.

## Fiche technique
- Titre : Made in Belgique
- Réalisation : Antoine Desrosières
- Production : Productions Desmichelle
- Scénario : Antoine Desrosières
- Photographie : Vincent Bataillon
- Musique : Fou de Bassan
- Genre : espionnage
- Durée : 7 minutes

## Distribution
- Pauline Lafont
- Jean Bouise
- Mado Maurin
- Jean-Pierre Maurin
- Jérôme Zucca
- Pierre Macherez
- Jacques Chailleux
- David Delmas